# Evangelische Kirche Alt-Weil

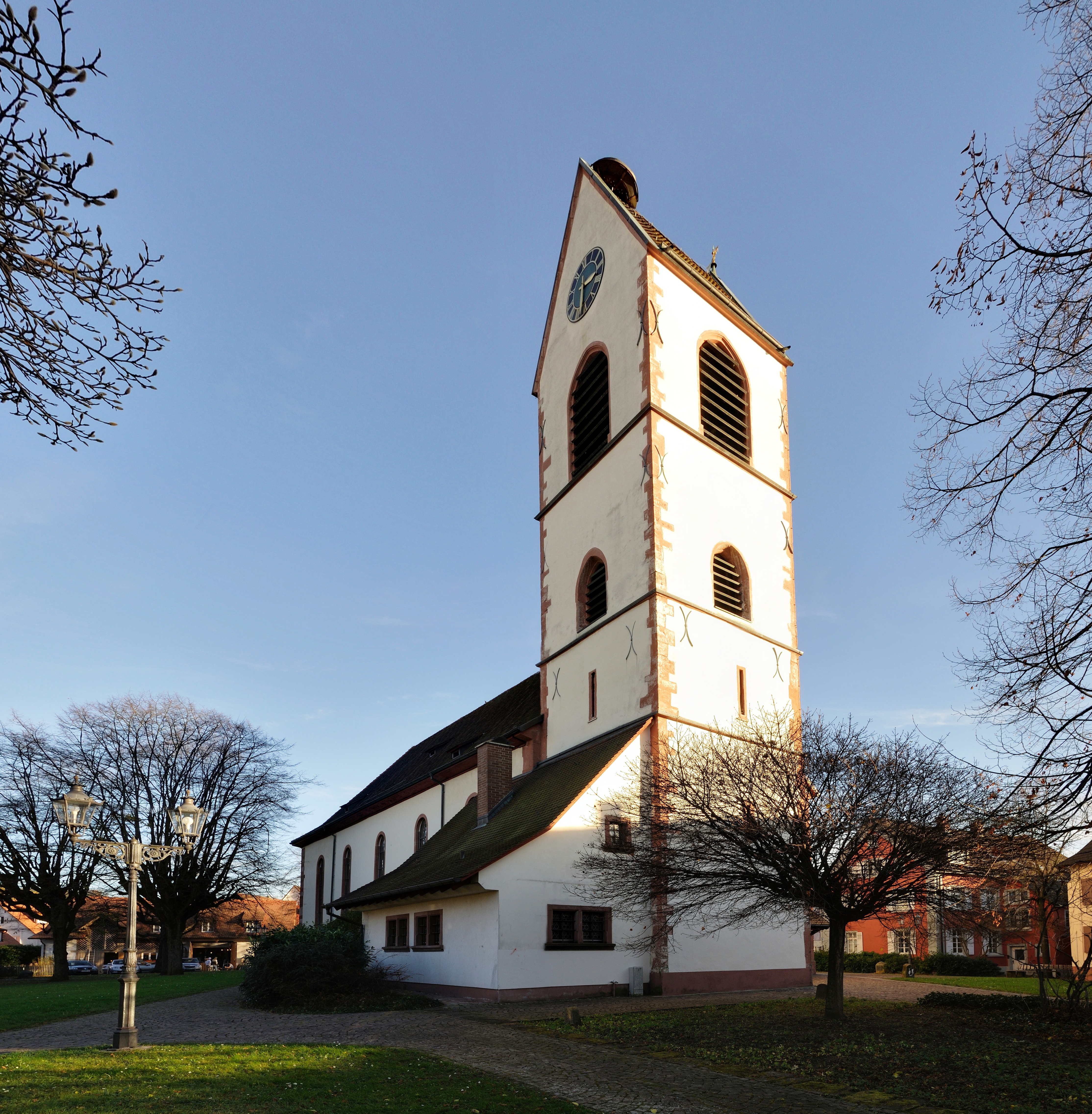
Die Evangelische Kirche von der Turmseite, im Vordergrund sind die Grundrissmauern der Kirche von 1323 erkennbar

Die Evangelische Kirche Alt-Weil in der südbadischen Weil am Rhein wurde erstmals 786 urkundlich erwähnt. Die älteste Kirche der Stadt wurde mehrfach neu- und umgebaut und dient heute der evangelischen Gemeinde als Pfarrkirche. Die Kirche befindet sich im ursprünglichen Dorfkern von Weil, der als „Alt-Weil“ bezeichnet wird. Der Hauptteil der Kirche wurde in den Jahren 1789 bis 1791 erbaut. Der vom zweiten Kirchenbau beibehaltene Glockenturm wurde 1825 erhöht. Inner- und außerhalb der Kirche findet man mehrere Epitaphe und Grabplatten, darunter eines von Gustave Fecht, einer Freundin des Heimatdichters Johann Peter Hebel.

## Geschichte

### Erste und zweite Kirche
Die erste urkundlich gesicherte Erwähnung der Kirche stammt von einer Schenkungsurkunde eines gewissen Ercanbert, der seine Besitzungen – darunter die Weiler Kirche – dem Kloster St. Gallen vermachte. Der erste schriftlich nachweisbare Geistliche für Weil wurde 1275 genannt: „plebanus in Wiler“. Die vermutlich vollständig aus Holz errichtete Kirche gehörte damit bis ins 14. Jahrhundert dem Kloster. Aus der Urkunde vom 7. Mai 1323 geht die Weihe des Hochaltars durch den Vikar des Bischofs Rudolf III. von Montfort zu Ehren der Heiligen Gallus, Blasius, Ägidius sowie eines Seitenaltars zu Ehren von Maria, der Heiligen Katharina, Margareta und Barbara. Ob der Weihe eine gründliche Renovierung oder gar ein Neubau der Kirche vorweg ging, ist nicht gesichert. Die Stiftung eines Altarbenefiziums zu Ehren des heiligen Stephanus kam vor 1493 hinzu. Das Patronatsrecht und Baurecht der Weiler Kirche ging 1360 von St. Gallen auf das Basler Domstift über.
Im 16. und 17. Jahrhundert wurde die Kirche mehrfach durch Kriege in Mitleidenschaft gezogen. 1633 brannten kaiserliche Truppen die Stadt nieder und auch die Kirche erlitt schwere Beschädigungen. Im Jahr 1688 benutzten die einquartierten Kroaten die Kirche als Pferdestall und dies geschah ebenso 1702 zur Schlacht bei Friedlingen. Zur Wiederherstellung stiftete das Domstift Arlesheim ein Kruzifix, das am 11. Februar 1717 in der Kirche aufgestellt wurde.
In der ersten Hälfte des 18. Jahrhunderts wurde die Kirche zunehmend von Kirchgängern aus den benachbarten Grenzgebieten besucht, was die Platzverhältnisse für die einheimischen Gemeindemitglieder verschlechterte. Der damalige Pfarrer Brodhag beschrieb die Situation am 5. Oktober 1755 an den Markgrafen von Baden wie folgt:

„Die Weiler Kirche ist eine Grenzkirche, zu welcher außer der evangelischen Gemeinde in Basel auch viele unserer lutherischen Glaubensgenossen aus Mülhausen, Solothurn, Bern und Burgund halten. Da die hiesigen Bürger die Kirche vorzeitig besetzen, müssen die Fremden in großer Zahl bei Wind und Wetter draußen stehen bleiben. Unter diesen befinden sich vornehme und angesehene von der Festung Hüningen, Kaufleute, Barone und Edelleute beiderlei Geschlechts. An den Festtagen kommen oft 300–400 Fremde zur Communion, da muss jedesmal das Abendmahl für die Weiler Bürger ausfallen.“

Da die Kirche nicht nur zu klein, sondern das Gebäude inzwischen auch baufällig geworden war, stellte der Pfarrer 1783 einen Antrag auf völligen Neubau. Bevor mit dem Bau der neuen Kirche begonnen werden konnte, mussten neue Grundstücke erworben werden. Dafür tauschte die Gemeinde 1787 mit dem Domstift Basel das Grundstück, auf dem sich das alte Pfarrhaus befand östlich des Kirchturms. Ein weiteres Grundstück nördlich daran anschließend wurde für 800 Pfund dazu gekauft.

### Dritte Kirche
Mit dem Neubau der dritten und heutigen Kirche konnte 1789 begonnen werden; die Pläne dafür fertigte Landesbaumeister Wilhelm Jeremias Müller an. Man behielt den Kirchturm bei und errichtete östlich davon den neuen Chor und das Langhaus. Für den Materialtransport errichtete man oberhalb des Riehener Stegs eigens eine Brücke über die Wiese. Umliegende Gemeinden besorgten den Steintransport als Fronarbeit. Um die Brücke weniger zu belasten, wurden die Bruchsteine auf dem Riehener Lagerplatz behauen. Die Steinfuhren wurden auf Bennenwagen vorgenommen – eine Fuhre konnte rund zwei Kubikmeter Material fassen. Rund 240 Fuhren waren für die Errichtung der Kirche notwendig. Als Bauholz verwendete man Bäume, die man im Dossenbacher Wald zwischen Schopfheim und Dossenbach geschlagen hatte. Insgesamt 59 Stämme Großholz, 192 Stämme Mittelholz und 81 Stämme Kleinholz verwendete man für Sprengwerke, Bünde, Gebälk und Streben. Für das Abholz fand die Weiler Gemeinde selbst Verwendung, nachdem zunächst vorgeschlagen wurde, das Abholz in Dosenbach zu versteigern. Die Holzfuhren übernahmen ebenfalls als Frondienst die Gemeinden Fahrnau, Hausen im Wiesental und Raitbach. Nach zweijähriger Bauzeit wurde die Kirche im September 1791 eingeweiht.
Da der alte Turm neben dem neuen Langhaus nur unwesentlich höher war und 1825 darüber hinaus der Wunsch geäußert wurde, eine dritte Glocke einzubringen, wurde im selben Jahr von der Bezirksbauinspektion eine Erhöhung des Kirchturms vorgeschlagen. Planungen dazu sahen vor, auf den alten Turm eine klassizistische Glockenstube mit Doppelarkaden, umlaufendem Geländer, runden Ecksäulen und ein Pyramidendach als Abschluss aufzusetzen. Als Kostenvoranschlag für diese Maßnahmen rechnete man mit 3154 Gulden. Da eine dritte Glocke etwa 6 bis 8 Zentner wiegen würde, hatte man Bedenken, ob die alten Fundamente den deutlich schwereren Turm tragen würden. Aus diesem Grund plante man einen völlig neuen Turm, der jedoch bei der Abstimmung im Juli 1828 an der erforderlichen Zweidrittelmehrheit scheiterte. Damit legte man die Pläne zur Turmerhöhung zunächst beiseite. Erst im Jahr 1905 ging ein Schreiben von der Evangelischen Kirchenbauinspektion Karlsruhe an die Großherzogliche Bezirksbauinspektion Lörrach, die um Vorschläge zur Turmerhöhung bat. Nachdem nach neuerlichen Plänen keine statischen Bedenken mehr bestanden, konnte im Dezember mit den Roharbeiten begonnen werden. Für die Aufstockung griff man auf die Maßverhältnisse der Gotik zurück. Man setzte dem Turm ein Satteldach auf, um die Proportionen so wirken zu lassen, als sei die Kirche in einem mit dem Turm entstanden.
1939 wurde während der Renovierung die Sakristei von der nördlichen Chorseite in die Mitte des Chors verlegt und vom Kirchenraum durch einen Vorhang abgetrennt. Der Altar und Taufstein aus Sandstein erhielt seine ursprüngliche Form wieder und unter der Westempore wurden Trennwände zwischen Langhaus und den Emporenaufgängen eingezogen. Dies wurde 1978 im Zuge weiterer Renovierungsarbeiten ebenso wie die Verlagerung der Sakristei wieder rückgängig gemacht. Im Turm wurde ein farbiges Fenster eingebracht, das der Basler Kunstmaler Hans Studer erschuf.

## Beschreibung

### Lage und Kirchenbau
Die Kirche der Siedlung Alt-Weil steht in deren Dorfkern und befindet sich heute östlich vom Zentrum der Stadt Weil am Rhein. In westlicher Nachbarschaft dazu befindet sich das Museum am Lindenplatz.
Das mit einem Satteldach bedeckte Langhaus der Kirche besteht aus einem rechteckigen Saalbau und dem nordwestlich anschließenden Glockenturm, dessen Satteldach quer zum Langhaus liegt. Über dem  Chor ist das Dach abgewalmt. Zu den Längsseiten verfügt der Hauptbau über je vier hohe, halbrund abschließende Fenster und je ein Seitenportal mit einem kleinen Fenster darüber. Weitere Eingänge befinden sich an der Chorseite und der Westfassade am Turm. Alle Portale sind mit einem Pultdach geschützt. Der Glockenturm hat zu jeder der vier Seiten halbrund abschließende Schallarkaden und an den Giebelseiten je ein Zifferblatt. Die Kirche wird nördlich und westlich von einem kleinen Park gesäumt. Auf dem Flächenstück westlich des Glockenturms erkennt man auf dem Boden ein kleines Mäuerchen, welches den Grundriss der Kirche von 1323 markiert.

### Innenraum und Ausstattung
Der helle Innenraum ist mit einer flachen Decke eingezogen, die mit Zahnfries und Profilstäben geschmückt ist. An der westlichen Giebelseite, teilweise an den Langhauswänden und im Chor befinden sich Emporen; in der letzteren wurde die Orgel installiert.
Der Taufstein und die barocke Kanzel mit Schalldeckel stammen von 1323. Das aus Holz geschnitzte Kruzifix, welches die Kirche vom Domstift in Arlesheim 1717 erhielt, weist ein bemerkenswertes Detail am linken Fuß des gekreuzigten Jesus auf: der Künstler verpasste der Figur sechs Zehen. Es wird davon ausgegangen, dass dies kein Versehen war, sondern sinnbildlich darauf hinweisen soll, dass Christus „im Geiste Gottes steht“, da auf dem Standbein die Last des Herzens ruhe.

### Glocken und Orgel
Die Alt-Weiler Kirche hat ein vierstimmiges Geläut. Die kleine c″ -Glocke von 1920 stammt von einer unbekannten Gießerei, die drei größeren Bronzeglocken wurden 1950 von Bachert aus Karlsruhe gegossen.
| Glocke | Name           | Gewicht | Schlagton | Inschrift                                                                                                   |
| ------ | -------------- | ------- | --------- | --- |
| 1      | Betglocke      | 980 kg  | f′        | Bittet, so werdet ihr nehmen, dass eure Freude vollkommen sei.                                              |
| 2      | Segensglocke   | 570 kg  | as′       | Wir segnen euch, die ihr im Hause des Vaters seid.                                                          |
| 3      | Friedensglocke | 460 kg  | b′        | Ich halte dafür, dass dieser Zeit Leiden der Herrlichkeit nicht wert sei, die an uns soll offenbart werden. |
| 4      | Dankesglocke   | 250 kg  | c″        | Kommt, denn es ist alles bereit.                                                                            |
Die ursprüngliche Orgel wurde in den Jahren 1790 bis 1803 von Philipp Schäfer aus Ötlingen geschaffen. Dem Instrument wurde 1967 von G. F. Steinmeyer & Co. ein neues Werk mit Schleiflade eingebaut und verfügt seither über drei Manuale, ein Pedal und 24 Register. Ein Rückpositiv wurde 1979 eingebaut, das sieben weitere Register umfasst. 2018 konnte das Werk durch die Erbauerfirma umfangreich renoviert werden. Seit 1984 existiert in der Kirche noch eine Truhenorgel des Orgelbauers Georges Heintz mit vier Registern.

### Epitaphe

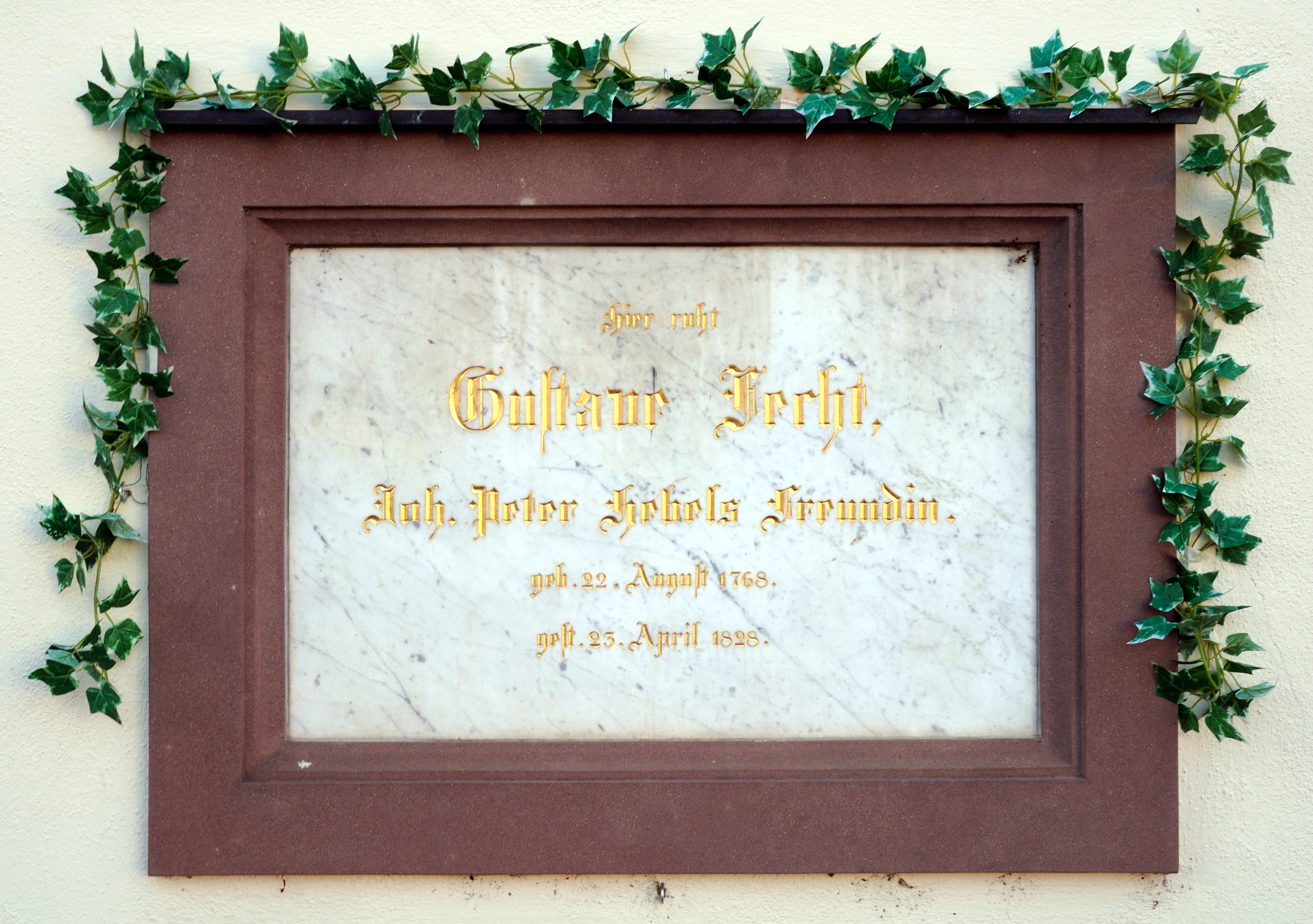
Grabtafel Gustave Fechts

Im Langhaus befinden sich an der Nordwand Epitaphe in barocker Umrahmung. Sie erinnern an Joh. Christoff von Berenfels († 1629), seine Ehefrau Clementia Waldnerin von Freudstein († 1644), deren zwei Söhne Adelberg von Berenfels († 1642) und Hannibal von Berenfels († 1679). Darunter befindet sich eine Tafel, die an den Namen und das Todesdatum der Tochter als Stifterin erinnert: Maria Elisabetha von Berenfels († 3. Mai 1684). In einer weiteren Tafel wird an zwei Soldaten gedacht, die in Dole begraben liegen: A. Ludin († 15. Februar 1871) und W. Marx († 17. Februar 1871).
An der Südfassade des Langhauses sind von West nach Ost die Grabsteine folgender Personen angebracht: Joh. Laurenzius Rheinberger, Pfarrer († 1. Juli 1754), Nicolaus Scheerer, Vogt († 1712) und Fridlin Schneider, Stabhalter und Vogt († 8. November 1649). An der Choraußenseite hängt eine Grabplatte von Gustave Fecht († 23. April 1828), die eine Freundin des Mundartdichters Johann Peter Hebel war.